# Dreimädchen-Gruppe
Als Dreimädchen-Gruppe (Three Maidens Group) hat der Archäologe Jack L. Benson eine Gruppe von korinthischen Vasenmalern aus dem zweiten Viertel des 6. Jahrhunderts v. Chr. bezeichnet, die ihre Werke im schwarzfigurigen Stil dekorierten.
Die Gruppe erhielt ihren Notnamen nach der häufigen Darstellung von drei Mädchen. Jack L. Benson wies dieser Gruppe zahlreiche Vasen zu. Zur Gruppe rechnete er unter anderem auch den Maler von München 237. Die Maler der Gruppe verzierten verschiedene Vasenformen, darunter die besonders repräsentative Form des Kolonettenkraters.
Darrell A. Amyx konnte jedoch zeigen, dass auf Grund der erheblichen stilistischen Unterschiede die Vasen auf mindestens fünf Vasenmaler aufzuteilen sind, die nicht zu einer Gruppe gehören.